# Costatrichia bipartita
Costatrichia bipartita är en nattsländeart som beskrevs av Oliver S. Flint Jr. 1970. Costatrichia bipartita ingår i släktet Costatrichia och familjen smånattsländor. Inga underarter finns listade i Catalogue of Life.